# Port lotniczy Prince George
Port lotniczy Prince Gorge (IATA: YXS, ICAO: CYXS) – międzynarodowy port lotniczy położony 5,2 km na południowy wschód od Prince George, w prowincji Kolumbia Brytyjska, w Kanadzie.